# Agressor
Agressor è una band death metal francese fondata a Antibes.

## Formazione
- Alex Colin-Tocquaine - voce, chitarra
- Pierrick Valence - chitarra
- Joel Guigou - basso
- Romain Goulon - batteria

## Discografia
- 1990 - Neverending Destiny
- 1992 - Towards Beyond
- 1994 - Symposium of Rebirth
- 2000 - Medieval Rites
- 2006 - Deathreat

### Raccolte
- 2004 - The Merciless Onslaught

### EP
- 1993 - Satan's Sodomy
- 2001 - The Spirit of Evil

### Demo
- 1986 - The Merciless Onslaught
- 1987 - Satan's Sodomy
- 1987 - Rehearsal of Death
- 1988 - Mixed Rehearsal
- 1989 - Orbital Distortion